# Zaurbek Sidakov
Zaurbek Kazbekovitj Sidakov (ryska: Заурбек Казбекович Сидаков), född 14 mars 1996, är en rysk brottare som tävlar i fristil.

## Karriär
Vid EM 2025 i Bratislava tog Sidakov silver i 74 kg-klassen efter en finalförlust mot albanske Tjermen Valijev.